# Планетарій Ейсе Ейсінги
Королівський планетарій Ейсе Ейсінги (нід. Koninklijk Eise Eisinga Planetarium) — діючий планетарій нідерландського майстра і астронома-любителя Ейсе Ейсінги, споруджений між 1774 і 1781 роками. Розташований у Франекері, Фрисландії. Вважається найстарішим діючим планетарієм у світі.

## Історія
Ейсе Ейсінга був обдарованою людиною і з юнацьких років захоплювався математикою та астрономією. Незважаючи на це, його не прийняли до Університету Франекера, і, за сімейною традицією, він став чесальником шерсті. Існує думка, що причина будівництва планетарію була пов'язана з історичними подіями того часу: у другій половині XVIII століття у Фрисландії спалахнула паніка через пророцтво загибелі людства. Ходили чутки, що 8 травня 1774 року відбудеться парад планет — Юпітера, Марса, Венери, Меркурія, а також Місяця — який спричинить руйнівні наслідки не тільки «для Землі, а й для всієї Сонячної системи», і навіть може стати «прелюдією або початком її часткової або цілковитої руйнації». Паніка була пов'язана з виходом у світ брошури преподобного Елко Альта (Eelco Alta), в якій він, за словами видавця, передбачив кінець світу. У своїй книзі Альта пов'язав різні астрономічні дані з біблійними цитатами. Хоча брошура була арештована і опублікована лише після того, як страшна дата минула, уникнути паніки не вдалось. Тож за цією версією, Ейсе Ейсінга побудував свій планетарій саме з метою демонстрації безпричинності страху і паніки. Але оскільки Ейсінга, за останніми даними, скоріше за все, розпочав будівництво планетарію до публікації брошури Елко Альта, ця причина видається сумнівною. На будівництво планетарію замість запланованих 8 місяців роботи знадобилось цілих 7 років.
У 1787 році через серйозний конфлікт з управлінням франекерської поліції Ейсе Ейсінга під загрозою арешту був вимушений один, без родини, залишити свій дім і оселитися у Німеччині. Кілька років по тому він отримав звістку, що його дружина померла, а будинок з планетарієм йому більше не належить. Ейсінга все ще побоювався повертатись у Франекер, і через кілька років оселився у маленькому поселенні Вісвліт, де знову отримав професію чесальника шерсті і одружився вдруге. Однак згодом він був схоплений і засуджений Льоветським судом до п'ятирічної висилки з Фрисландії. Після подолання всіх труднощів Ейсе Ейсінга все ж повернувся до
Франекера і знову оселився у своєму старому будинку разом з дружиною. Він відремонтував і переналаштував всій планетарій, який з того часу працював ще більш справно. Врешті Ейсінга став почесним жителем Франекера і навіть був призначений керівником університету і управителем провінції, а також отримав лицарський орден.
Планетарій здобував все більшу популярність. У 1818 році його відвідав сам король Віллем I, він придбав планетарій для держави Нідерландів. У 1859 році держава подарувала планетарій Ейсе Ейсінги общині Франекера.
- Кадри кінохроніки 1928 року — відкриття пам'ятника Ейсе Ейсінгу і покладання вінків з нагоди 100-річчя його смерті.
- Кадри кінохроніки 1944 року, відвідання планетарію двома дівчатами

## Конструкція
Планетарій Ейсе Ейсінги був розмішений просто на стелі його власного житлового будинку у Франекері. Він являє собою механічну модель Сонячної системи, в якій всі планети рухаються навколо Сонця з певною швидкістю. Кожна планета проходить свій шлях за реальний відрізок часу. Приміром, Меркурій здійснює один оберт навколо Сонця за 88 днів, Земля — за один рік, а Сатурн — за 29 років. Зі стелі звисають вбудовані туди шарніри, на яких утримуються пропорційно зменшені моделі кожної планети. На верхньому поверсі будинку розташований пристрій, що керує конструкцією. Він виготовлений з дубових обручів і дисків. Весь механізм містить у собі близько 10 тисяч цвяхів, схожих на зуби, які були виготовлені вручну. Ейсе Ейсінгу допомагав батько, він виготовив на своєму токарному верстаті майже всі шестірні для пристрою. Механізму з системою керування надають руху дев'ять гир і маятників. Для розміщення всієї конструкції у себе вдома, Ейсе Ейсінга був вимушений зменшити спальну кімнату. Варто також відзначити, що коли робота над планетарієм була завершена, того ж 1781 року, був відкритий Уран, проте Ейсінга дізнався про це вже після завершення роботи над конструкцією, і місця для розміщення нової планети не вистачило. У планах Ейсінги було будівництво ще більш грандіозного планетарію, ніж на стелі його будинку, але через неспокійну політичну ситуацію ці плани не були реалізовані.

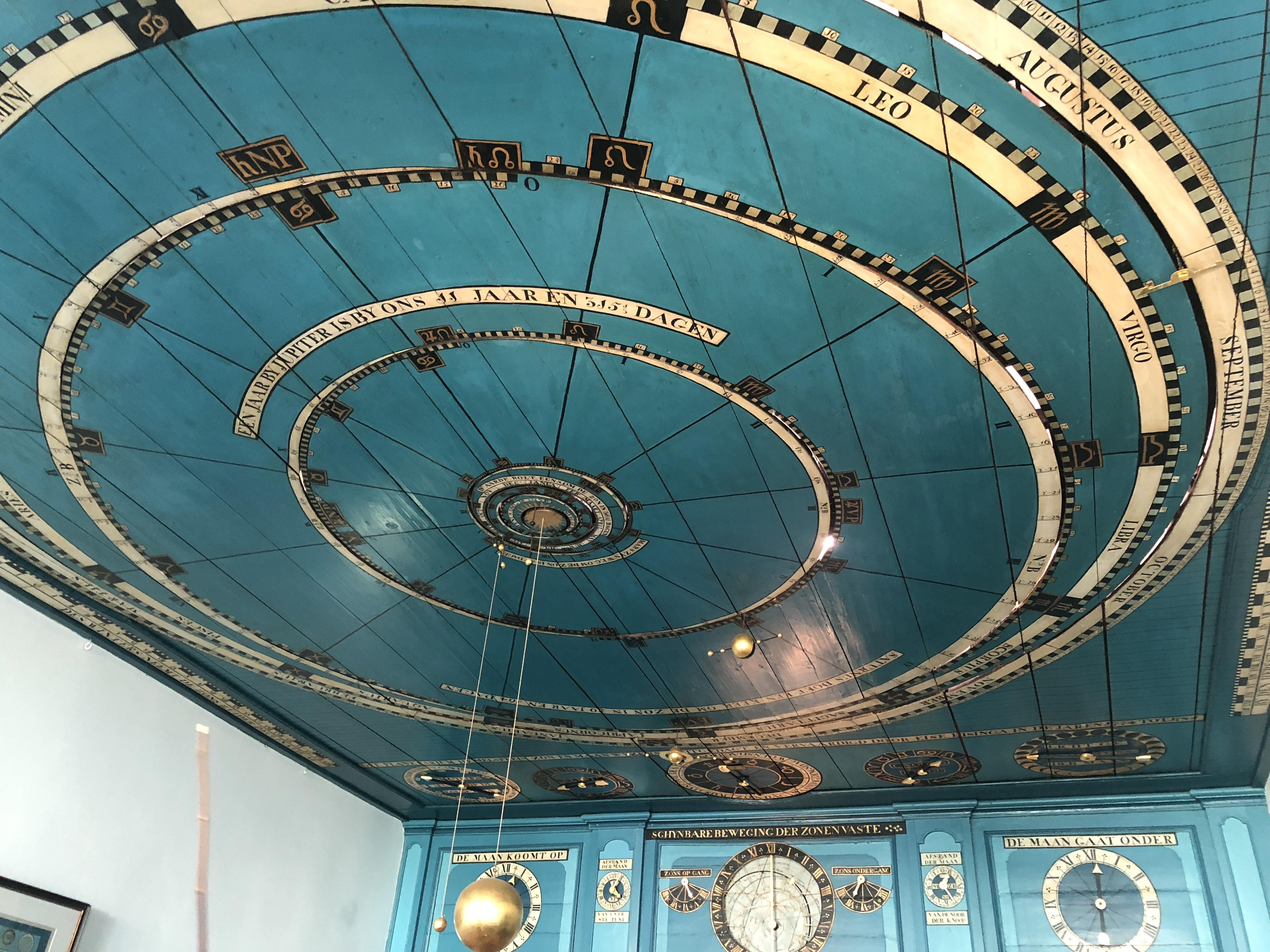
Механічна модель Сонячної системи на стелі будинку Ейсе Ейсінги
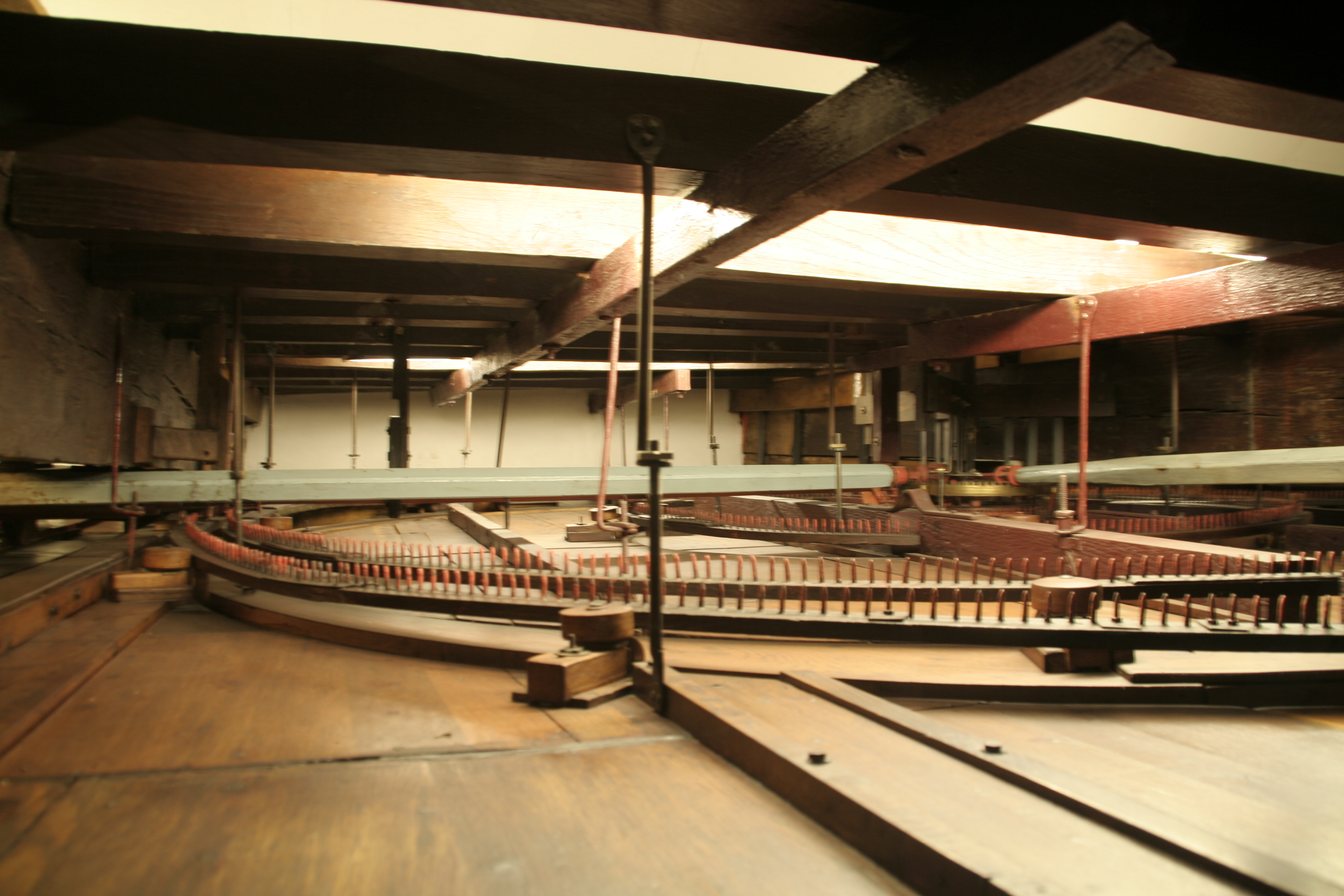
Внутрішній устрій планетарію
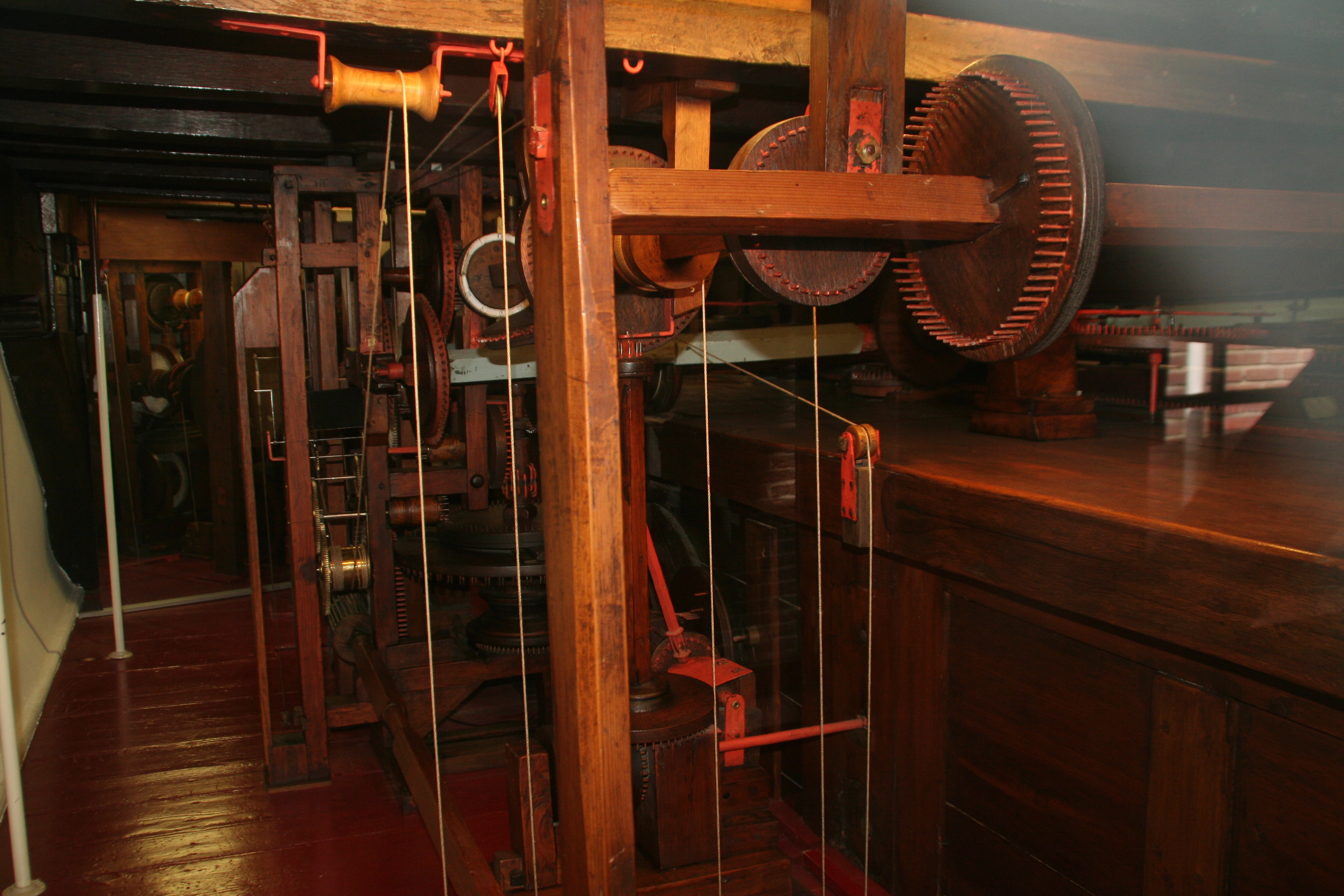
Внутрішній устрій планетарію

Один раз на чотири роки необхідно вручну переналаштовувати механізм планетарію, щоб уникнути неточності через 29 лютого кожного високосного року. До конструкції планетарію також входить пристрій, що показує поточний час і дату. Планка, на якій вказані роки, має змінюватись кожні 10 років.
В будинку Ейсе Ейсінги на стінах і стелі також вбудовані різноманітні сонячні годинники його роботи.

## Сучасність

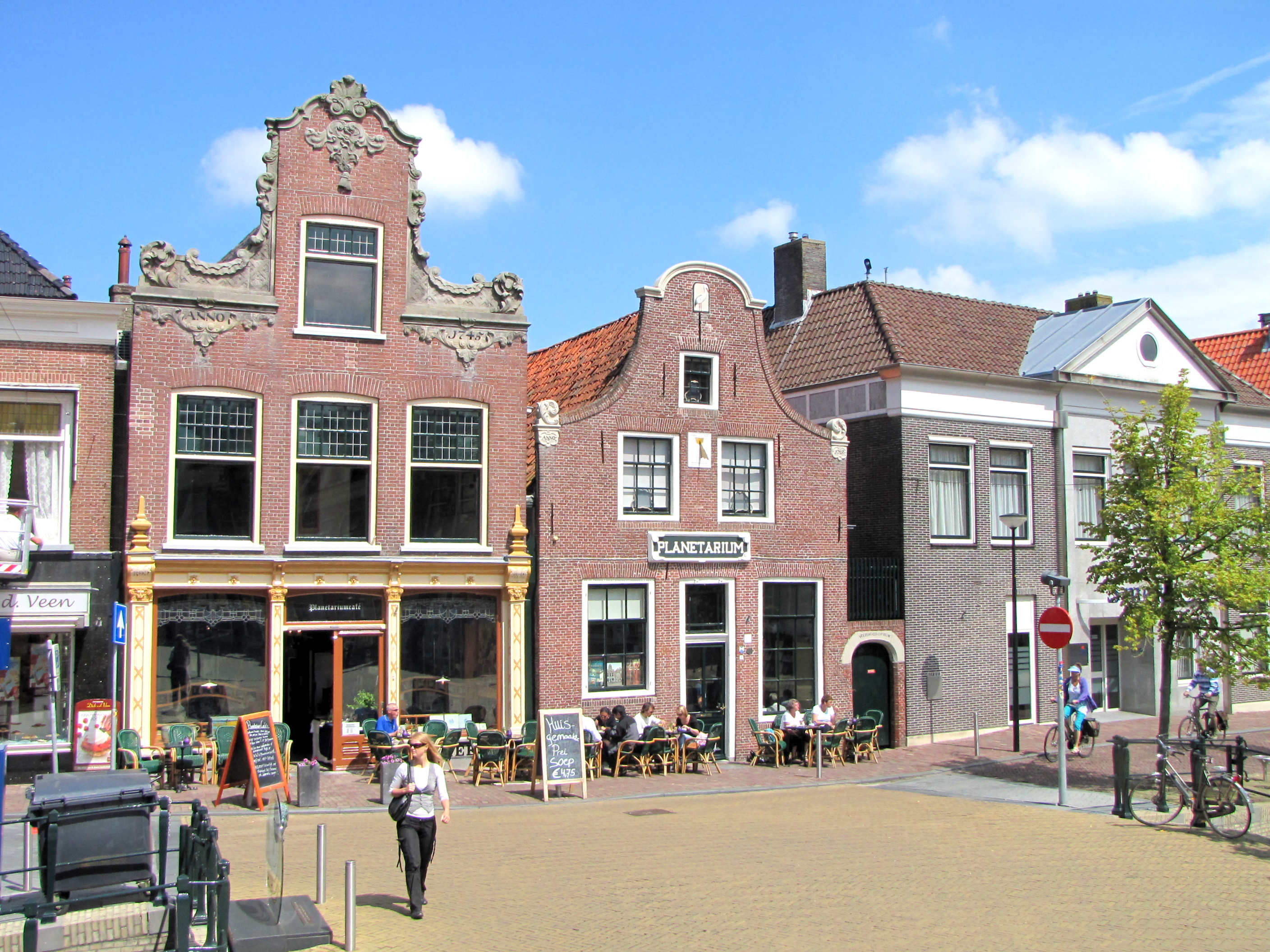
Планетарій і однойменне кафе ліворуч від нього

З 1990 року планетарій Ейсе Ейсінги значиться серед ста найважливіших об'єктів спадщини Нідерландів, а у грудні 2012 року був запропонований урядом Нідерландів як кандидат для включення у Список об'єктів Світової спадщини ЮНЕСКО в Нідерландах. Планетарій Ейсінги також входить до списку державних пам'яток Нідерландів під номером 15668.
Поруч з планетарієм відкрите однойменне кафе, а вулиця, на якій розташовані обидві будівлі, отримала назву на честь творця — Ейсе Ейсінги.
Планетарій Ейсе Ейсінги став моделлю для Зойленбурзького планетарію (нід. Planetarium Zuylenburgh).